# Нившера (сельское поселение)
Нившера — административно-территориальная единица (административная территория село с подчинённой ему территорией) и муниципальное образование (сельское поселение с полным официальным наименованием муниципальное образование сельского поселения «Нившера») в составе муниципального района Корткеросского в Республике Коми Российской Федерации.
Административный центр — село Нившера.

## История
Статус и границы административной территории установлены Законом Республики Коми от 6 марта 2006 года № 13-РЗ «Об административно-территориальном устройстве Республики Коми».
Статус и границы сельского поселения установлены Законом Республики Коми от 5 марта 2005 года № 11-РЗ «О территориальной организации местного самоуправления в Республике Коми».

## Население
| 2010  | 2011  | 2012  | 2013  | 2014  | 2015  | 2016  |
| ----- | ----- | ----- | ----- | ----- | ----- | ----- |
| 1444  | ↘1437 | ↘1402 | ↘1381 | ↗1388 | ↘1333 | ↘1303 |
| 2017  | 2018  | 2019  | 2020  | 2021  |       |       |
| ↘1271 | ↘1244 | ↘1233 | ↘1210 | ↗1288 |       |       |

## Состав
Состав административной территории и сельского поселения:
| № | Населённый пункт | Тип населённого пункта       | Население |
| - | ---------------- | ---------------------------- | --------- |
| 1 | Алексеевка       | деревня                      | 103       |
| 2 | Ивановка         | деревня                      | 10        |
| 3 | Нившера          | село, административный центр | ↘1159     |
| 4 | Русановская      | деревня                      | 13        |

| № | Населенный пункт | Тип населенного пункта    |
| - | ---------------- | ------------------------- |
| 1 | Боровск          | деревня                   |
| 2 | Лымва            | деревня                   |
| 2 | Сывъюдор         | деревня                   |
| 4 | Тист             | деревня                   |
| 5 | Очью             | поселок лесозаготовителей |
| 6 | Педеёль          | поселок лесозаготовителей |
| 7 | Потъю            | поселок лесозаготовителей |